# Sérvio Cornélio Cosso
Sérvio Cornélio Cosso (em latim: Servius Cornelius Cossus) foi um político da gente Cornélia nos primeiros anos da República Romana eleito tribuno consular em 434 a.C. com Marco Mânlio Capitolino e Quinto Sulpício Camerino Pretextato. Segundo Lívio, sabemos que tanto Valério Antias quanto Quinto Tuberão fazem de Quinto Sulpício e Marco Mânlio cônsules para este ano, uma opinião seguida também por Diodoro Sículo, o que torna incerta a posição de Sérvio Cornélio.
Não está bem estabelecido que tipo de magistrados foram eleitos para o ano de 434 a.C. Lívio, que se baseia numa passagem de Licínio Mácer, fornece o nome dos dois como cônsules, os mesmos do ano anterior (Caio Júlio Julo e Lúcio Vergínio Tricosto), o que parece pouco provável. Logo ele propõe outros nomes, encontrados também em Diodoro Sículo. Este último acrescenta um terceiro nome, citado também na Cronografia de 354, o que nos permite inferir que se tratavam, de fato, três tribunos consulares eleitos para aquele ano.

## Bibliografía
- T. Robert S. Broughton, The Magistrates of the Roman Republic: Volume I, 509 B.C. - 100 B.C., New York, The American Philological Association, coll. « Philological Monographs, number XV, volume I», 1951, 578 p.